# Aminagar Urf Bhurbaral
Aminagar Urf Bhurbaral – miasto w północnych Indiach w stanie Uttar Pradesh, na Nizinie Hindustańskiej.
Populacja miasta w 2001 roku wynosiła 5495 mieszkańców.